# Seis días de Marsella
Los Seis días de Marsella era una carrera de ciclismo en pista, de la modalidad de seis días, que se disputada en el Velódromo Jean Bouin de Marsella. Su primera edición data de 1928 y se disputaron cuatro ediciones hasta 1933.

## Palmarés
| Año  | Ganadores                          | Segundos                      | Terceros                       |
| ---- | ---------------------------------- | ----------------------------- | ------------------------------ |
| 1928 | Georges Faudet Gabriel Marcillac   | Louis Fabre Lucien Choury     | Pierre Rielens Charles Juseret |
| 1929 | edición no realizada               |                               |                                |
| 1930 | André Raynaud Octave Dayen         | Louis Fabre Lucien Choury     | Georges Coupry Maurice Cordier |
| 1931 | edición no realizada               |                               |                                |
| 1932 | Piet van Kempen Armand Blanchonnet | Georges Wambst Paul Broccardo | Louis Fabre Lucien Choury      |
| 1933 | Albert Buysse Albert Billiet       | Adolphe Charlier Roger Deneef | Antoine Pugliesi Octave Dayen  |